# Арденска битка
Арденска офанзива (коју је немачка армијска група Б називала Unternehmen: Wacht am Rhein, Стража на Рајни), коју у САД називају Арденска битка (у јавности позната као Битка за избочину) почела је 16. децембра 1944. Wacht am Rhein је била подржана подређеним операцијама познатим као Herman, Grif и Varung. Циљ ових операција, како су Немци планирали, је био да се британска и америчка (савезничка) линија подели, чиме би се заузео Антверпен а затим наставило са опкољавањем и уништењем четири савезничке армије, што би приморало западне савезнике да склопе примирје које би ишло у прилог Осовини. Напад на Ардене је био планиран у апсолутној тајности и скоро потпуној радио тишини. Чак ни Ултра (савезнички систем за читање тајни немачких радио-порука) није ништа открила о надолазећем груписању и офанзиви. Шта више, степен изненађења који је постигнут, био је узрокован и превеликим самопоуздањем савезника, преокупираношћу сопственим плановима за офанзиву, лошим ваздушним извиђањем и релативним недостатком борбеног искуства америчке Прве армије. Савезничка обавештајна служба је у потпуности пропустила да открије долазећу офанзиву и скоро потпуно изненађење је постигнуто против слабијих делова савезничке линије за време велике облачности, када су изузетно јаке савезничке ваздушне снаге биле приземљене.
Битка је последња немачка офанзива на Западном фронту, неуспели покушај да се савезничке снаге поделе и спречи инвазија на Немачку.
Американци су претрпели највеће губитке у току прва три дана битке, када су два од укупно три пука 106. дивизије била приморана да се предају. Битка за избочину је била најкрвавија битка коју су америчке снаге водиле у Другом светском рату, са 19.000 погинулих, што је више губитака него што су имали у некој другој бици за време рата. За војску Сједињених Америчких Држава, Арденска битка је била битка у којој је учествовало више америчких војника који су се борили са више непријатељских војника од било ког сукоба пре Другог светског рата.
Премда Немци на крају нису остварили свој циљ, савезници су неколико месеци каснили са сопственим временским распоредом за офанзиву. На крају, многе искусне немачке јединице су имале велике губитке у људству и опреми, мада су се преживели са немачке стране повукли на одбрамбену линију Зигфрид.
Назив Битка за клин односи се на клин који су Немци забили у савезничке редове.

## Историјат
Пробој из Нормандије крајем августа 1944. године, заједно са десантима у јужној Француској је довео до тога да савезници напредују према Немачкој брже него што је предвиђено. Ово брзо напредовање, у комбинацији са чињеницом да савезници нису у својим рукама држали ни једну поморску луку способну да прими велике транспортне бродове је за савезнике представљало огроман проблем везан за снабдевање. Осим привремене луке Малбери успостављене у Нормандији и директних искрцавања из десантних бродова на плаже, једина дубока лука коју су савезници држали у својим рукама била је Шербур, у близини места где је извршена првобитна инвазија (види: Битка за Нормандију). Лука Антверпен у Белгији је освојена знатно касније него што је то било планирано и била је оштећена приликом освајања. Немачке снаге су задржале контролу над неколико важних лука на обали Ламанша све до маја 1945. године. Оне луке које су пале у руке савезничких снага током 1944. године су биле саботиране да би савезницима било онемогућено да их одмах користе. Обимно уништавање француских пруга пре дана Д, које је спровео Француски покрет отпора са намером да се Немцима онемогући кретање, се сада показало једнако штетним за савезнике, зато што је било потребно време да се поправе пруге и мостови. Систем камионског транспорта, познат као Red Ball Express је био успостављен да би се залихе допремале до јединица на линији фронта; међутим, за сваки литар горива који је допреман на линију фронта у близини границе са Белгијом, било је трошено пет литра горива. До краја октобра ова ситуација са снабдевањем је зауставила веће савезничке офанзиве, јер је требало времена да се створе залихе.
Бредли, Патон и Монтгомери су сваки понаособ вршили притисак за приоритетну испоруку залиха за своје армије, како би могли да наставе са напредовањем и одржавањем притиска на Немце док се не разреши ситуација са снабдевањем. Ајзенхауер је, међутим давао предност стратегији широког фронта, мада са приоритетом за Монтгомеријеве северне снаге, јер је њихов краткорочни циљ садржао отварање хитно потребне луке Антверпен, док је њихов дугорочни циљ био освајање Рурске области - индустријског срца Немачке. За време док су савезници били заустављени услед недостатка залиха, Герд фон Рундштет је био у могућности да реорганизује растурене немачке армије у полу-организовану одбрану.
Операција Бернарда Монтгомерија Маркет гарден - септембарска офанзива осмишљена да се пређе Рајна и заобиђе линија Зигфрид, је била неуспешна и савезници су после ње имали незнатно бољи положај него раније. У октобру се канадска прва армија борила у бици за Шелд, чистећи холандску покрајну западни Шелд, освојивши Валхенер и отворивши луку Антверпен за бродове. До краја овог месеца ситуација са снабдевањем се побољшала. Савезничко освајање велике француске луке Марсељ на југу, такође је поправило ситуацију са снабдевањем.
Упркос паузи дуж фронта после битке за Шелд, Немци су и даље били у шкрипцу. Премда су дејства настављена на јесен - битка за Лорену, битка за Ахен и борба у Хуртгенској шуми, стратешка ситуација на западу се мало променила. На истоку је, током лета, у операцији Багратион уништен већи део армијске групе Центар - совјетско напредовање је било тако брзо да је офанзива завршена тек када су снаге Црвене армије одмакле од својих линија за снабдевање. До новембра је постало јасно да се совјетске снаге припремају за зимску офанзиву, највероватније у децембру.
У међувремену, савезничка ваздушна офанзива од почетка 1944. године, ефикасно је приземљила Луфтвафе, остављајући их са врло мало обавештајних података са фронта онемогућивши је да дејствује по савезничком систему снабдевања. Са друге стране, савезничке ваздушне снаге су готово истовремено уочавале кретање немачких снага по дану, па је блокирање дотурања залиха у комбинацији са бомбардовањем румунских нафтних поља оставило Немачку готово без нафте и бензина.
Једина предност која је у новембру 1944. године остала немачким снагама је била та што више нису бранили целу западну Европу. Линије фронта на западу су биле знатно краће и ближе Немачкој, што је драматично побољшало њихову ситуацију са снабдевањем, без обзира што су савезници контролисали ваздушни простор. Уз то, пошто су имали разгранату телефонску и телеграфску мрежу, Немци више нису морали да користе радио везу за комуникацију, што је савезнике лишило њиховог веома јаког оружја - УЛТРА пресретања.

### Израда нацрта офанзиве
Адолф Хитлер је мислио да би његове армије још увек биле у стању да успешно бране Немачку у дужем периоду када би некако успеле да неутралишу западни фронт у краћем року. Даље, Хитлер је веровао да би могао да подели савезнике и натера Американце и Британце да затраже склапање сепаратног примирја, независно од Совјетског Савеза. Успех на западу би Немцима дао времена да конструишу и произведу напреднија оружја (нове млазне авионе, ракете и супер тешке тенкове) и дозволи концентрацију снага на истоку. Ова процена је генерално сматрана као нереална, имајући у виду надмоћ савезника у ваздуху широм Европе и могућност да у значајној мери интервенише у немачким офанзивним операцијама.
Неколико немачких виших саветника је изразило своју забринутост да би повољни временски услови дозволили савезничким снагама да ефикасно зауставе било коју предузету офанзивну акцију. Хитлер је игнорисао или није размишљао о овим упозорењима, иако је офанзива била намерно заказана за касну јесен, када је северозападна Европа често прекривена тешком маглом и ниским облацима, како би се онемогућила дејства савезничких ваздушних снага.
Када је савезничка офанзива у Холандији (Операција Маркет гарден) попустила у септембру 1944. године, отприлике у исто време као и Операција Багратион, стратешка иницијатива је накратко прешла на страну Немаца. Имајући у виду смањен број људства у немачким копненим снагама у то време, веровало се да би најбољи начин да се ова иницијатива искористи био напад на западу, на мање савезничке снаге које су тамо ангажоване, уместо на огромне совјетске снаге. Чак би и нереално опкољавање и уништење тих совјетских армија још увек оставило Совјете у великој бројчаној предности. Такође, на истоку, највећи број природних дефанзивних линија је остао под немачком контролом.
На западу, проблеми у снабдевању су почињали озбиљно да успоравају савезничке операције, упркос томе што је отварање луке у Антверпену у новембру 1944. године поправило ситуацију. Распоред савезничких армија је био превише развучен - њихови положаји су ишли од јужне Француске до Холандије. Немачко планирање се вртело око премисе да би успешан ударац на ову слабо попуњену линију зауставио напредовање савезника на целом западном фронту.
Представљено је неколико планова за велике офанзиве на западу, али се немачка виша команда брзо концентрисала на два. Први план за маневар опкољавања захтевао је напад у виду виљушке са два зупца, дуж граница америчких армија, у нади да се опколе 9. и 3. америчка армија, што би немачким снагама повратило контролу над изврсним дефанзивним територијама, где су раније те године зауставили Американце. Други план за блицкриг маневар је захтевао класични блицкриг напад кроз слабо брањене Ардене, на споју између америчких и британских снага и освојио Антверпен. Блицкриг напад је назван Wacht am Rhein, у преводу Стража на Рајни. Овај назив је могао лако заварати савезничке обавештајне структуре јер је више сугерисао на дефанзивну него на офанзивну операцију. (једна немачка народна песма је такође имала назив као и ова офанзива).
Адолф Хитлер је изабрао други план, верујући да би успешно опкољавање имало мало утицаја на целокупну ситуацију и сматрајући изгледе раздвајања англо-америчких армија привлачнијим. Неслагања између Монтгомерија и Патона је било добро познато и Хитлер се надао да ће моћи да искористи ово нејединство. Уколико би напад успео, освајањем луке Антверпен би четири савезничке армије биле ухваћене у клопку без залиха, иза немачких линија. Постојала је нада да би ово чак могло довести до поновљене евакуације савезника као код Денкерка.
Оба плана су била усмерена на нападе на америчке снаге, углавном због Хитлеровог става о Американцима као неспособним да се боре ефикасно и његовог веровања да ће се амерички домаћи фронт највероватније разбити када се буде чуло о великим америчким губицима. Не постоје докази да је Хитлер увидео, или да је неко од његовог војног особља истакао, да су од свих већих учесника у рату, Сједињене Америчке Државе биле оне које су до тог тренутка у рату имале најмање губитке и да су имале највише снаге за обнављање.

### Планирање
Немачка виша команда је до средине септембра на Хитлерово инсистирање одлучила да се офанзива покрене у Арденима, као што је то учињено у Француској 1940. године. Док су у тој бици немачке снаге прошле кроз Ардене пре напада на своје непријатеље, план из 1944. године је захтевао да се битка одвија у самим шумама. Главне снаге је требало да напредују ка западу све док не дођу до реке Мезе, а затим да се окрену на северозапад ка Антверпену и Бриселу. Затворени терен у Арденима би отежао брзо кретање, премда је отворен терен иза реке Мезе нудио изгледе за успешан јуриш ка обали Ламанша.
Четири армије су изабране за ову операцију:
- 6. СС оклопна армија, под командом Сепа Дитриха. Новооснована 26. октобра 1944. године, у свом саставу је имала старију формацију Вафен-СС-а, 1. СС оклопну дивизију телесна гарда Адолфа Хитлера, као и 12. СС оклопну дивизију Хитлерјугенд. 6. СС оклопна армија је била одређена за најсевернију нападачку снагу, којој је био поверен примарни задатак у овој офанзиви - освајање Антверпена.
- 5. оклопна армија, под командом Хасо фон Мантојфела, је имала задатак да иде средишњим правцем напада, са циљем да освоји Брисел.
- 7. армија, под командом Ериха Бранденбергера је имала задатак да иде најјужнијим правцем напада, са задатком да штити бокове. Ова армија се састојала само од четири пешадијске дивизије (212, 276. и 352. пешадијска и 5. падобранска), без великих оклопних формација које би могла искористити као јуришне јединице. Као резултат тога, током ове битке су врло мало напредовали.
- 15. армија је такође учествовала али у секундарној улози, под командом Густава Адолфа фон Цангена. Недавно обновљена, после тешких борби током Операције Маркет Гарден, била је смештена на крајњем северу Арденског бојишта и имала задатак да задржи америчке снаге на том месту, са могућношћу да пређе у напад, уколико се укаже повољна прилика.

Ову операцију су надзирали фелдмаршал Валтер Модел - командант армијске групе Б и фелдмаршал Герд фон Рундштет - главнокомандујући немачке војске на западу.
Према планерима, за успех операције пресудно је било испунити следећа четири услова:
- Напад је морао да буде потпуно изненађење.
- Временски услови су морали да буду лоши, да би се неутрализовала ваздушна супериорност савезника и штета коју би на тај начин претрпела немачка офанзива и њене линије за снабдевање.
- Напредовање је морало да буде брзо. Модел је изјавио да се до четвртог дана мора стићи до реке Мезе, да би офанзива имала било какве шансе за успех.
- Успут су савезничке залихе горива морале бити освојене без губитака због недостатка горива које је имао Вермахт. Главни штаб је проценио да су расположиве залихе горива довољне тек да се покрије једна трећина до половине пута према Антверпену у условима тешких борби.

План је првобитно захтевао нешто мање од 45 дивизија, укључујући десетак оклопних дивизија и дивизије оклопних гренадира, које би образовале оклопну ударну снагу и разне пешадијске јединице које би образовале одбрамбену линију како се битка буде развијала. Међутим немачка војска је сада патила од акутног недостатака људства и њене снаге су смањене на око 30 дивизија. Иако је задржала већину својих оклопних снага, није било довољно пешадијских јединица, због одбрамбених потреба на истоку. За ново попуњавање ових тридесет дивизија, су искоришћене последње резерве немачке војске. Међу њима су биле и јединице Фолксгренадира, формиране од мешавине ветерана окорелих у биткама и регрута који су претходно сматрани исувише младим или старим да би се борили. Време за обуку, опрема и залихе су били недовољни током припрема. Немачке залихе горива су биле нестабилне - они материјали и залихе који нису могли бити директно превожени железницом су морали да буду превожени коњским запрегама да би се уштедело гориво. Као резултат тога, почетак офанзиве је одложен од 27. новембра до 16. децембра.
Пре почетка офанзиве, савезници су били буквално слепи за кретање немачких трупа. Током ослобађања Француске, раширена мрежа француског покрета отпора је пружила вредне обавештајне податке о немачким положајима. Сада, када су стигли до границе са Немачком, овај извор информација је пресушио. У Француској је немачка војска преносила наређења користећи радио-поруке шифроване уз помоћ машине Енигма, које су савезнички шифранти могли да чују и дешифрују, да би се добили подаци познатији као УЛТРА. У Немачкој су таква наређења обично била преношена телефоном и телепринтером, а постојало је и посебно наређење за радио тишину о свему што се тицало долазеће офанзиве. Велика рација у Вермахту после завере 20. јула је резултовала појачаним сигурносним прописима и много мањим цурењем информација. Магловито време с јесени је такође ометало савезничке извиђачке авионе у опажању немачких положаја и кретања немачких јединица на терену.
Из ових разлога је савезничка виша команда сматрала Ардене мирним сектором, ослањајући се на процене својих обавештајних служби да Немци нису у стању да покрену неку већу офанзиву овако касно у рату. Оно мало обавештајних података које су поседовали је навело савезнике да верују управо у оно што су Немци и желели - да су припреме вршене само за одбрамбене, а не нападачке операције. У ствари, захваљујући напорима Немаца, савезници су наведени да верују да се нова одбрамбена армија формира око Диселдорфа на северу Рајнске области, вероватно за одбрану од британског напада. Ово је учињено повећањем броја батерија противавионске артиљерије у тој области и намерним повећањем интензитета радио саобраћаја у тој области. Све ово је значило да је напад, када је до њега дошло, у потпуности изненадио савезничке снаге.
Пошто су Ардени били сматрани мирним сектором, у плановима за најекономичнији размештај војних снага они су коришћени као терен за обуку нових јединица и за одмор оних јединица које су учествовале у тешким борбама. Јединице САД које су размештене у Арденима су стога биле мешавина неискусних војника (као што су биле америчке 99. и 106. дивизија), и војника окорелих у борбама који су послати у овај сектор на опоравак (америчка 2. дивизија).
Две веће специјалне операције су биле планиране за ову офанзиву. До октобра је одлучено да Ото Скорцени, немачки командос који спасио тада већ бившег италијанског диктатора Бенита Мусолинија, предводи специјалну јединицу немачких војника који су говорили енглески језик у операцији Грејф. Требало је да ови војници носе америчке и британске војне униформе, као и идентификационе плочице скинуте са погинулих и заробљених америчких и британских војника. Њихов задатак је био да зађу иза америчких положаја и измене путоказе, преусмере саобраћај на погрешну страну и уопште створе пометњу, као и да заузму мостове преко реке Мезе између Лијежа и Намира. До касно у новембру су додате још неке амбициозне специјалне операције: пуковник Фридрих Аугуст фон дер Хајде је требало да води падобранску борбену групу у операцији Штесер - ноћни падобрански десант иза савезничких линија, са циљем освајања кључне раскрснице путева код Малмедија.
Немачка обавештајна служба је одредила 20. децембар као датум када се очекивао почетак следеће совјетске офанзиве, којом је требало сломити оно што је остало од немачког отпора на Источном фронту и на тај начин отворити пут за Берлин. Наиме, постојала је нада да ће Стаљин одложити почетак ове операције када немачки напад на Ардене почне и да ће сачекати исход тог напада пре него што започне са офанзивом.
У последњој фази припрема, Хитлер и његово особље су напустили главни штаб у Вучијој јазбини у источној Пруској, из кога су координирали већином борби на Источном фронту. После кратке посете Берлину, 11. децембра су стигли у Орловско гнездо, Хитлеров главни штаб у јужној Немачкој, место из ког је 1940. године надгледао успешну кампању против Француске и земаља Бенелукса).

## Почетни немачки напад
Немачки напад је започео 16. децембра 1944. године, у 05:30 часова обимном артиљеријском баражном ватром на савезничке положаје насупрот 6. СС оклопне армије. До 08:00 часова све три немачке армије су напале кроз Ардене. У северном сектору Дитрихова 6. СС оклопна армија је напала превој Лосхајм и врх Елзенборн у настојању да се пробије до Лијежа. У средини је фон Мантојфелова 5. оклопна армија напала према Бастоњу и Сен Виту, обе раскрснице путева од великог стратешког значаја. На југу, Бранденбергерова 7. армија је напредовала према Луксембургу у свом настојању да осигура бокове од напада савезника.
Напади пешадијских јединица 6. СС оклопне армије на северу су лоше прошли због неочекивано жестоког отпора који су пружале америчка 2. пешадијска дивизија и америчка 99. пешадијска дивизија, која је била придружена 2. пешадијској дивизији код врха Елзенборн, успоривши тако њихово напредовање; ово је приморало Дитриха да своје оклопне снаге ангажује раније. Међутим, почев од 16. децембра, снежне олује су обухватиле део арденске области. Премда су имале жељени ефекат у приземљавању савезничких авиона, временске прилике су се такође показале неповољним и за Немце, пошто су лоши услови на путевима готово зауставили њихово напредовање. Лоша контрола саобраћаја је довела до огромних саобраћајних гужви и застоја, као и недостатка горива у јединицама које су се налазиле напред.
Немци су имали више успеха у средини (32 km широки сектор Шне Ајфел), пошто су нападали положаје које су држале америчке 28. и 106. пешадијска дивизија. Овде је било необично то што немачки нападачи нису имали такве надмоћне снаге као што је то био случај са снагама ангажованим на северном правцу; али су успели да опколе два пешадијска пука (422. и 423.) 106. дивизије двојним обухватом и приморају их на предају. Ово је било признање начину на који је Мантојфелова нова тактика била примењена. Званична историја америчке војске каже: Овде је изгубљено најмање седам хиљада људи, а цифра је вероватно ближа броју од осам или девет хиљада. Број изгубљеног наоружања и опреме је, наравно, био знатан. Битка код Шне Ајфела стога представља најозбиљнији пораз коју је америчка војска претрпела током операција 1944—1945. године на европској сцени.
Даље на југу, на Мантојфеловом фронту, главни ударац је био задан нападом свих дивизија које су прелазиле реку Ур, затим повећањем притиска на кључне раскрснице путева Сен Вит и Бастоњ. Оклопне колоне су заузеле околна села. Борба за ова села, и транспортна збрка на немачкој страни је успорила напад, што је омогућило 101. ваздушнодесантној дивизији (заједно са јединицама из америчке 9. и 10. оклопне дивизије) да камионима стигне до Бастоња ујутро, 19. децембра 1944. године. Жестока одбрана Бастоња, у којој се америчка инжењерија посебно истакла је спречила улаз Немаца у град, тако да су оклопне колоне заобишле град са обе стране и опколиле Бастоњ 20. децембра. 1944. године.
На крајњем југу, Бранденбергерове три пешадијске дивизије су заустављене после напредовања од шест километара. Зауставила их је дивизија америчког 8. корпуса након чега се линија фронта на јужном правцу стабилизовала. Једино је немачка 5. падобранска дивизија под Бранденбергеровом командом могла брзо да напредује 20 km по унутрашњем боку и да делимично испуни свој задатак.
Двајт Ајзенхауер и његови главни команданти су 17. децембра схватили да су борбе у Арденима почетак велике офанзиве, а не локални против-напад и наредили су слање великих појачања у ову области. У року од недељу дана у Ардене је упућено 250.000 савезничких војника. Уз то, америчка 82. ваздушнодесантна дивизија је такође уведена у битку, северно од избочине, код Лијежа.

### Операција Штесер
Првобитно планирана за ране јутарње часове 16. децембар, операција Штесер је била одложена за један дан због лоших временских услова и недостатка горива. Ново време за десант је било одређено за 3:00 часова, 17. децембра; њихова зона искакања је била 11 km северно од Малмедија, а циљ је била раскрсница Baraque Michel. Фридрих фон дер Хајде и његови људи је требало да заузму ову раскрсницу и бране је око двадесет четири часа, док им не притекне у помоћ 12. СС оклопна дивизија Хитлерјугенд, чиме би се савезницима отежало допремање појачања и војног материјала у ову област.
Нешто после поноћи 16./17. децембра, 112 Ју 52 транспортних авиона, носећи око 1.300 немачких падобранаца је полетело усред јаке снежне олује, уз јак ветар и велико пространство покривено ниским облацима. Као резултат тога, многи авиони се скренули са курса, а људи су доскакивали чак десетак километра далеко од намераване зоне доскока, са свега делићем војске који је скочио близу зоне. Јаки ветрови су такође скренули са циља оне падобранце чији су авиони били релативно близу планиране зоне искакања, што је њихов доскок учинило знатно тежим.
До поднева се окупила група од око 300 падобранаца али је ова снага била исувише мала и слаба да би се супротставила савезницима. Пуковник фон дер Хајде је одустао од плана да заузме раскрсницу и уместо тога је наредио својим људима да стално нападају савезничке војнике у близини, у герилским акцијама. Због велике разуђености скока, са извештајима о падобранцима свуда по Арденима, савезници су веровали да се десио скок читаве дивизије, што је проузроковало велику конфузију, због чега су распоредили људе како би осигурали своју залеђину, уместо да их пошаљу на фронт да се суоче са главним немачким нападом.

### Операција Грејф
Ото Скорцени је успешно инфилтрирао иза савезничких линија мали део свог батаљона прерушених Немаца који су говорили енглески језик. Иако нису успели да заузму виталне мостове преко Мезе, присуство овог батаљона је створило конфузију ван сваке мере због њихових војних активности, и гласине су се шириле попут пожара. Чак је и генерал Џорџ Патон био узнемирен и 17. децембра је описао ситуацију генералу Ајзенхауеру следећим речима: Швабе... говоре савршен енглески... праве ршум, секу жице, обрћу путоказе, препадају целе дивизије и забијају клин у наше одбрамбене редове.
Ускоро су контролни пунктови били постављени свуда у позадини савезника, што је увелико успорило кретање војника и опреме. Војна полиција је испитивала војнике о стварима које би сваки Американац требало да зна, као што су: идентитет девојке Мики Мауса, резултати бејзбол утакмица, или који је главни град Илиноиса. Ово последње питање је резултовало кратким притварањем генерала Омара Бредлија лично: иако је његов одговор гласио Спрингфилд (по неамеричким историчарима није знао одговор), војник који га је испитивао је изгледа веровао да је главни град Илиноиса био Чикаго.
Појачане мере безбедности су отежале ствари немачким инфилтраторима, а неки од њих су били заробљени. Чак су и током испитивања наставили са спровођењем свог циља - ширење дезинформација; кад су били питани о својој мисији, неки од њих су тврдили да им је речено да оду у Париз и да тамо убију генерала Ајзенхауера. Обезбеђење око овог генерала је било знатно повећано, а он је био затворен у свом главном штабу. Због тога што су били ухваћени у америчким униформама, ови заробљеници су касније стрељани; ово је била стандардна пракса у свакој војсци у то време, премда је ово по Женевској конвенцији било нејасно - у којој је само стајало да војници морају да носе униформу да би се разликовали као учесници у борбама. Уз то Ото Скорцени је био стручњак за међународно право и знао је да би таква операција била унутар граница дозвољеног све док носе немачке униформе када отварају ватру. Ото Скорцени и његови људи су били у потпуности свесни судбине која ће их вероватно задесити, и већина њих је носила своје немачке униформе испод савезничких, у случају да буду ухваћени. Сам Ото Скорцени је избегао хватање, преживео рат и можда учествовао у нацистичкој мрежи за бекство ODESSA.

### Масакр код Малмедија
На северу је главна оклопна ударна група 6. СС оклопне армије, борбена група Пајпер, која се састојала од 4.800 војника и 600 возила под командом Вафен-СС пуковника Јоахима Пајпера, брзо напредовала на запад кроз Белгију. У 7:00 часова 17. децембра су освојили америчко складиште горива у Билингену. У 12:30 часова, у близини засеока Боњез, на узвишици која се налазила на пола пута између градова Малмеди и Лињовиј, сукобили су се са деловима америчког 285. артиљеријског дивизиона. После краће борбе, Американци су се предали. Били су разоружани, и са неким другим Американцима који су раније били заробљени (укупно око 150 људи), послати су да стану на једно поље близу раскрснице. Овде су сви стрељани (било је пар преживелих). Није познато шта је проузроковало стрељање, нити постоје белешке да је неки СС официр дао наређење за погубљење; међутим, таква стрељања ратних заробљеника су била уобичајена на Источном фронту. Вести о овом масовном убиству су се брзо рашириле преко савезничких линија. После овога је постало скоро уобичајено да савезничка војска не узима заробљенике - војнике СС-а или припаднике немачких падобранских јединица. Заробљеним војницима СС-а, који су били део борбене групе Пајпер, је после рата суђено за масакр код Малмедија.
Борбе су се наставиле и до вечери је ударна снага 1. СС оклопне дивизије телесна гарда Адолфа Хитлера наставила на север да би се сукобила са америчком 99. пешадијском дивизијом, а борбена група Пајпер је стигла надомак Ставелоа. Јоахим Пајпер је већ каснио, јер му је требало 36 часова да би напредовао од Ајфела до Ставелоа: 1940. године је за овакву етапу било потребно само 9 часова. Како су се повлачили, Американци су дизали у ваздух мостове и складишта горива, остављајући Немце без критично потребног горива, што је још више успорило њихово напредовање.

#### Веретска једанаесторица
Још један масакр, у далеко мањем обиму се десио у Верету у Белгији, око један километар североисточно од Сен Вита, 17. децембра. Ту су војници 1. СС оклопне дивизије Телесне гарде Адолфа Хитлера из борбене групе Хансен, заробили 11 америчких црнаца, који су се мирно предали. Затим су их брутално мучили и стрељали. Због недостатка било каквих проверљивих доказа о убицама, ова убиства су углавном остала нерасветљена и није им посвећен публицитет.

### Напад борбене групе Пајпер
Пајпер је ушао у Ставело 18. децембра, али је наишао на жесток отпор америчких бранилаца. У немогућности да порази америчке снаге у овој области, оставио је мање снаге у самом граду и кренуо према мосту у месту Троа-Пон са главнином својих снага, али када је стигао на своје одредиште, америчке инжењеријске јединице које су се повлачиле су већ уништиле мост. Пајпер се повукао и упутио се ка селу Ла Глиз, а одатле даље ка Стумону. Тамо су, док се Пајпер приближавао, америчке инжењеријске јединице срушиле мост, а амерички војници су били у рововима и спремни на жестоку борбу.
Пајперова група је била одсечена од главнине немачких снага када су Американци 19. децембра поново заузели слабо брањени Ставело. Пошто је њихова ситуација у Стумону постајала безнадежна, Пајпер је одлучио да се повуче до Ла Глиза, где је организовао своју одбрану и чекао немачко појачање. Пошто ни једна јединица за појачање није могла да пробије савезничке линије, Пајпер је одлучио 23. децембра да се пробије назад до немачких линија. Људи из ове борбене групе су били приморани да приликом повлачења напусте своја возила и тешку опрему због недостатка горива.

### Сен Вит
У центру је град Сен Вит, витална раскрсница путева, представљао главни, заједнички изазов за фон Мантојфелове и Дитрихове снаге. Браниоци, предвођени америчком 7. оклопном дивизијом, укључујући и једну регименту америчке 106. пешадијске дивизије и додатне елементе америчке 9. оклопне дивизије и америчке 28. пешадијске дивизије, које су све биле под командом генерала Бруса Ц. Кларка, су успешно одолели немачким нападима и тиме знатно успорили напредовање Немаца. По наређењу, Св. Вит је предат 21. децембра; амерички војници су се повукли на рововске положаје у овој области, представљајући импозантну препреку успешном напредовању Немаца. До 23. децембра, како су Немци разбили њихове бокове, положај браниоца је постао неодбрањив, тако да су амерички војници добили наређење да се повуку западно од реке Салм. Како је немачки план захтевао освајање Сен Вита до 18:00 часова 17. децембра, ова продужена акција у самом граду и око њега је задала велики ударац њиховом временском распореду.

### Бастоњ
Високи савезнички команданти су се 19. децембра састали у бункеру у Вердену. Ајзенхауер, схватајући да савезници могу да униште немачке снаге много лакше када су се налазиле на отвореном и у офанзиви, него да су биле у дефанзиви, је рекао генералима, „Тренутну ситуацију треба сматрати као прилику за нас, а не као пропаст. За овим столом ће се налазити само весела лица“. Патон, увиђајући шта је Ајзенхауер мислио, одговара, „Дођавола, имајмо храбрости да пустимо да копилад оду чак до Париза. Онда ћемо да их стварно одсечемо и поједемо“. Ајзенхауер је упитао Патона колико би му времена требало да окрене своју Трећу армију (која се тада налазила на југу централне Француске) на север да би извршили против-напад. Одговорио је да то може да учини у року од 48 часова, на неверицу осталих присутних генерала. У ствари, пре него што је дошао на овај састанак, Патон је свом особљу наредио да се припреме за окрет на север; до тренутка када га је Ајзенхауер питао колико би му времена требало, покрет је већ увелико био у току. Ајзенхауер је 20. децембра повукао 1. и 9. америчку армију из Бредлијеве 12. армијске групе и ставио их под команду Монтгомеријеве 21. армијске групе.
Немачке снаге су до 21. децембра опколиле Бастоњ, који је бранила 101. ваздушнодесантна дивизија и борбена команда Б 10. оклопне дивизије. Услови унутар територије кружне одбране су били тешки – већина медицинског материјала и медицинског особља су били заробљени. Хране је било врло мало а муниције је било толико мало да је артиљеријским посадама било забрањено да отварају ватру на Немце који су се приближавали, осим уколико није у питању била велика и снажна концентрација Немаца. Међутим, упркос одлучним нападима Немаца, линија кружне одбране се одржала. Када је генерала Антонија Меколифа пробудио немачки позив на предају, он је гневно одговорио нечим што је различито тумачено и вероватно није могло бити одштампано. Међутим, не постоји никакво неслагање око тога шта је написао на папиру који је испоручен Немцима: „NUTS (глупости)!“ Овај одговор је морао бити објашњен како Немцима, тако и осталим не-америчким Савезницима.
Уместо да покрену један симултани напад дуж целе линије кружне одбране, немачке снаге су своје нападе концентрисале на неколико појединачних локација, где су узастопно нападали. Иако је ово приморало браниоце да стално пребацују појачања да би се сваки напад одбио, истовремено је проузроковало да се бројчана предност Немаца распрши.

### Река Меза
Да би заштитио прелазе на Мези код Живеа, Динана и Намира, Монтгомери је 19. децембра издао наређење оним јединица које су биле доступне да бране мостове. Ово је довело до ужурбаног формирања снага које су у свом саставу имале позадинске војнике, војну полицију и особље ваздухопловног корпуса. британска 29. оклопна бригада, која је вратила своје тенкове на поновно опремање, је добила наређење да окрене своје тенкове и упути се у ову област. XXX корпус у Холандији је започео свој покрет ка овој области.

## Савезничка против-офанзива
Временске прилике су почеле да се поправљају 23. децембра, што је савезничким ваздухопловним снагама омогућило да нападну. Започели су са разарајућим бомбардовањем немачких пунктова за снабдевање у њиховој позадини, а авиони P-47 Тандерболт су почели да нападају немачке војнике на путевима. Савезничке ваздухопловне снаге су такође помогле браниоцима Бастоња, избацивањем преко потребног материјала – лекова, хране, ћебади и муниције. Један тим хирурга добровољаца је долетео једрилицом и почео да оперише у једној радионици.
До 24. децембра немачко напредовање је потпуно заустављено надомак реке Мезе. Јединице британског XXX корпуса су држале мостове у Динану, Живеу и Намиру, а америчке јединице је требало да их одмене. Немци су одмакли својим линијама за снабдевање, тако да су недостаци горива и муниције постајали критични. Све до овог тренутка су немачки губици били незнатни, од чега најмање у оклопном оружју, које је било готово нетакнуто, изузев Пајперових губитака. Увече 24. децембра, генерал Хасо фон Мантојфел је препоручио Хитлеровом војном ађутанту заустављање свих офанзивних операција и повлачење назад на Западни зид. Хитлер је ово одбио.
Патонова 3. армија се сада борила за ослобађање Бастоња. У 16:50 26. децембра, водећи елемент 37. тенковског батаљона 4. оклопне дивизије је стигао у град, окончавши окупацију.
Чарлс Богс је довезао прво возило из 4. оклопне на положаје 101. ваздушнодесантне дивизије. Пратио га је капетан Виљем Дуаит. „Како сте, генерале?“ упитао је Дуаит генерала Меколифа, који се довезао до линије одбране да их дочека. „Е, много ми је драго што вас видим“, одговорио је Меколиф. (Citizen Soldiers. pp. 248).

### Немци узвраћају напад
У покушају да одрже офанзиву у току, Немци су 1. јануара, покренули две нове операције. У 09:15 Луфтвафе је покренуо операцију Боденплате, велику кампању против савезничких аеродрома у земљама у низији око делте река Рајне, Шелде и Мезе (данашње земље Бенелукса). Стотине авиона су нападали савезничке аеродромске писте, уништивши или тешко оштетивши неких 465 авиона. Међутим, Луфтвафе је изгубио 277 авиона, 62 од савезничких ловачких авиона и 172 углавном због неочекивано високог броја савезничких противавионских топова, који су постављени за одбрану од напада немачких Фау-1 (V-1) ракетних бомби, али такође и због пријатељске ватре немачких противавионских топова који нису били обавештени о долазећој великој немачкој ваздухопловној операцији. И док су се савезници опоравили од својих губитака за свега неколико дана, после ове операције Луфтвафе је био „слабији него икада и неспособан да поново покрене било какав већи напад“. (А World Ат Arms. pp. 769, Герхард Вајнберг).
Истог дана је група армија Г немачке покренула велику офанзиву против танко развучене, 110 km дуге линије америчке 7. армије. Операција Северни ветар ('Nordwind), последња велика немачка офанзива на западном фронту у Другом светском рату, је ускоро довела у велики шкрипац ослабљену америчку 7. армију, која је, по Ајзенхауеровом наређењу, послала војнике, опрему и материјал на север, да појача америчке армије у Арденима. До 15. јануара, 6. корпус америчке 7. армије се борио за голи живот на три стране у Алзасу. Са бројем погинулих и рањених који је стално растао, и са све мање нових војника, тенкова, муниције и материјала, америчка 7. армија је била приморана да се 21. јануара повуче на одбрамбене положаје на јужној обали реке Модер. Немачка офанзива се коначно зауставила 25. јануара. У огорченој, очајничкој борби у операцији Северни ветар, 6. корпус, који је поднео најжешћи ударац у борбама је имао укупно 14.716 погинулих и рањених. Укупан број жртава које је имала америчка 7. армија није познат, али је укупан број жртава био најмање 9.000 рањених и 17.000 болесних и повређених. (Smith and Clark, „Riviera To The Rhine“ pp. 527.)

### Савезници побеђују
Премда је немачка офанзива потпуно стала, они су још увек контролисали опасну избочину у савезничким линијама. Патонова 3. армија на југу, највише сконцентрисана око Бастоња, би напала ка северу, Монтгомеријеве снаге на северу би напале ка југу, и планирано је да се ове две снаге сретну код Хуфализа.
Температура током јануара 1945. је била необично ниска. Камиони су морали да покрећу своје моторе на сваких пола сата или би се нафта у њима смрзла, а такође и оружје. Без обзира на то, офанзива је настављена.
Двајт Ајзенхауер је желео да Монтгомери крене у офанзиву 1. јануара, са циљем да се сретне са Патоновом 3. армијом, која је била у покрету и одсече највећи део Немаца који су били у нападу, заробивши их у „џепу“. Међутим, одбијајући да ризикује недовољно припремљену пешадију у снежној олуји зарад стратешки неважне области, Бернард Монтгомери није прешао у напад све до 3. јануара, а до тада се значајан број немачких војника већ успешно повукао из борбе, премда са губитком своје тешке опреме.
На почетку ове офанзиве, ове две армије су биле удаљене једна од друге око 40 km. Америчко напредовање на југу је такође било ограничено на око један километар дневно. Највећи део немачких снага се успешно повукао са терена на коме се одвијала битка, иако је ситуација са горивом постала толико критична да је већи део немачких оклопних возила морао да буде напуштен. Адолф Хитлер се сложио 7. јануара 1945. године, да повуче снаге из Ардена, укључујући и СС оклопне дивизије, прекинувши тако све офанзивне операције.

## Контроверза у савезничкој команди
Истог дана када је Хитлер издао наређење за повлачење, 7. јануара, Бернард Монтгомери је одржао конференцију за штампу у Зонховену, на којој је одао признање за победу храбрости и добром квалитету у борби америчких војника, окаратерисавши типичног Американца као веома храброг борца који има одлучност у борби, која га чини одличним војником. Затим је наставио да говори о неопходности тимског рада савезника, и хвалио Ајзенхауера, рекавши: тимским радом се побеђује у биткама, а добијеним биткама се побеђује у ратовима. У нашем тиму, капитен је генерал Ајк.
Ова конференција за штампу је проузроковала неке контроверзе када су његови коментари били протумачени као самохвалисање, нарочито његова тврдња да када је ситуација почела да се погоршава, Двајт Ајзенхауер је њему поверио команду на северу. Џорџ Патон и Ајзенхауер су обојица сматрали да је ово погрешна представа о релативном уделу у борбама које су имали Британци и Американци у Арденима. У контексту Патонове и Монтгомеријеве добро познате међусобне антипатије, Монтгомеријево непомињање доприноса било ког америчког генерала осим Ајзенхауера је било схваћено као увреда. Усредсредивши се искључиво на своје сопствено војсковођство, Монтгомери је наставио рекавши да сматра да је контраофанзива била веома успешна, али није објаснио разлог због кога је одложио свој напад до 3. јануара. Касније је ово приписао томе да је било потребно више времена за припреме на северном фронту. Према Черчилу, напад са југа под Патоновим вођством је напредовао сигурно, али полако и дошло је до тешких губитака, а Монтгомери је тврдио да је покушавао да избегне овакву ситуацију.
Бернард Монтгомери је потом признао своје грешку и касније написао: Сада мислим да није уопште требало да одржим ту конференцију за штампу. Амерички генерали су били против мене у толикој мери да шта год да сам рекао било би погрешно. Стога није требало ништа да кажем. Двајт Ајзенхауер је у својим мемоарима овако коментарисао: Сумњам да је Бернард Монтгомери икада увидео колико су на њега били кивни неки амерички команданти. Сматрали су да их је он омаловажио – и уопште се нису устезали да подједнако изразе свој презир.
Бредли и Патон су обојица претили својим оставкама уколико се Монтгомеријева команда не промени. Касније је Омар Бредли почео да се удвара новинарима, и речено је да би он ретко када напустио главни штаб без најмање петнаест новинара; наговештено је и да су он и Џорџ Патон почели да одају информације које су биле штетне по Монтгомерија. Двајт Ајзенхауер, кога је охрабрио његов британски изасланик Тедер, намерио је да отпусти Монтгомерија. Међутим, после интервенције Монтгомеријевих и Ајзенхауерових шефова штаба, генерал-мајора Фредија де Гингенда, и генерал-потпуковника Волтера Бедел Смита, Двајт Ајзенхауер се предомислио, а Монтгомери се извинио.

## Стратешка ситуација после „Избочине“
Премда су Немци заустављени у напредовању, целокупна ситуација је и даље била опасна. Винстон Черчил је 6. јануара поново тражио помоћ од Стаљина. Црвена армија је 12. јануара покренула офанзиву Висла-Одра у Пољској и источној Пруској. Према совјетским изворима ово је учињено пре предвиђеног рока, док многи западни извори сумњају у то, и уместо тога тврде да је совјетска офанзива одложена због ситуације на западу, и да је Стаљин чекао док се обе стране не исцрпе у војном погледу.
Арденска битка се званично завршила када су се две америчке војске среле 15. јануара 1945.

## Последице
Процене броја погинулих и рањених у бици се веома разликују. У званичном списку погинулих и рањених се наводи 80.987 америчких жртава, док се друге процене крећу у распону од 70.000 до 104.000. Укупни губици Британаца су били 1.400. Званичан број немачке више команде за ову битку је био 84.834 мртвих и рањених, док се друге процене крећу у распону од 60.000 до 100.000.
Савезници су појачали свој притисак после ове битке. До почетка фебруара 1945. године, линије су се налазиле отприлике на истом месту где су биле у децембру 1944. Почетком фебруара, савезници су покренули напад дуж целог западног фронта: на северу, под командом Монтгомерија према Ахену; у центру, под командом Кортнија Хоџиса; и на југу, под командом Патона. Монтгомеријево понашање током децембра и јануара, укључујући и конференцију за штампу одржану 7. јануара, где је умањио допринос који су дали амерички генерали, су даље погоршали његов однос са америчким колегама све до краја рата.
Немачки губици у овој бици су били критични у неколико аспеката: последње немачке резерве су биле потрошене; Луфтвафе је била сломљена; а немачка војска на западу је одгурана назад. Најзначајније од свега, источни фронт је сада био зрео за освајање. На истоку, немачка војска није могла да заустави совјетску масу. Немачке снаге су постале тетурајуће на два фронта и никада се нису опоравиле.